# Гиягарамахи
Гиягарамахи (дарг. Гиягарамахьи) — село в Акушинском районе Дагестана. Входит в состав Нацинского сельсовета.

## Географическое положение
Село находится на расстоянии 22 км к югу от села Акуша, административного центра района.

## Население
| 1926 | 1939 | 1970 | 1989 | 2002 | 2010 | 2021 |
| ---- | ---- | ---- | ---- | ---- | ---- | ---- |
| 54   | ↗72  | ↘64  | ↗70  | ↗90  | ↘71  | ↗112 |